# انقطاع الإباضة
انقطاع الإباضة أو انقطاع التبويض أو توقف الإباضة أو اللا إباضة (بالإنجليزية: Anovulation)‏ كلها مصطلحات تُشير لحالة تتوقف فيها المبايض عن إطلاق البويضات خلال دورة الطمث. ومن ثم فلا تحدث الإباضة أو التبويض. ومع ذلك، فإن المرأة التي لا يقوم مبيضها بالتبويض خلال دورة الطمث لا يعني بالضرورة أنها تقترب من انقطاع الطمث. ويعتبر انقطاع التبويض المزمن أحد الأسباب الشائعة للعقم.